# Motosu
Motosu (Japans: 本巣市, Motosu-shi) is een stad in de prefectuur Gifu op het eiland Honshu in Japan. De stad heeft een oppervlakte van 374,57 km² en eind 2008 bijna 35.000 inwoners. De rivier Neo stroomt door de stad.

## Geschiedenis
Op 28 oktober 1891 was de grootste aardbeving gemeten in Japan, de Mino-Owari aardbeving, waarvan het epicentrum in Motosu lag.
Op 1 februari 2004 werd Motosu een stad (shi) na de samenvoeging van de gemeentes Motosu (本巣町, Motosu-chō), Itonuki (糸貫町, Itonuki-chō) en Shinsei (真正町, Shinsei-chō) plus het dorp Neo (根尾村, Neo-mura). De naam van de stad komt van het gelijknamige district waarin de samengevoegde gemeentes lagen.

## Bezienswaardigheden

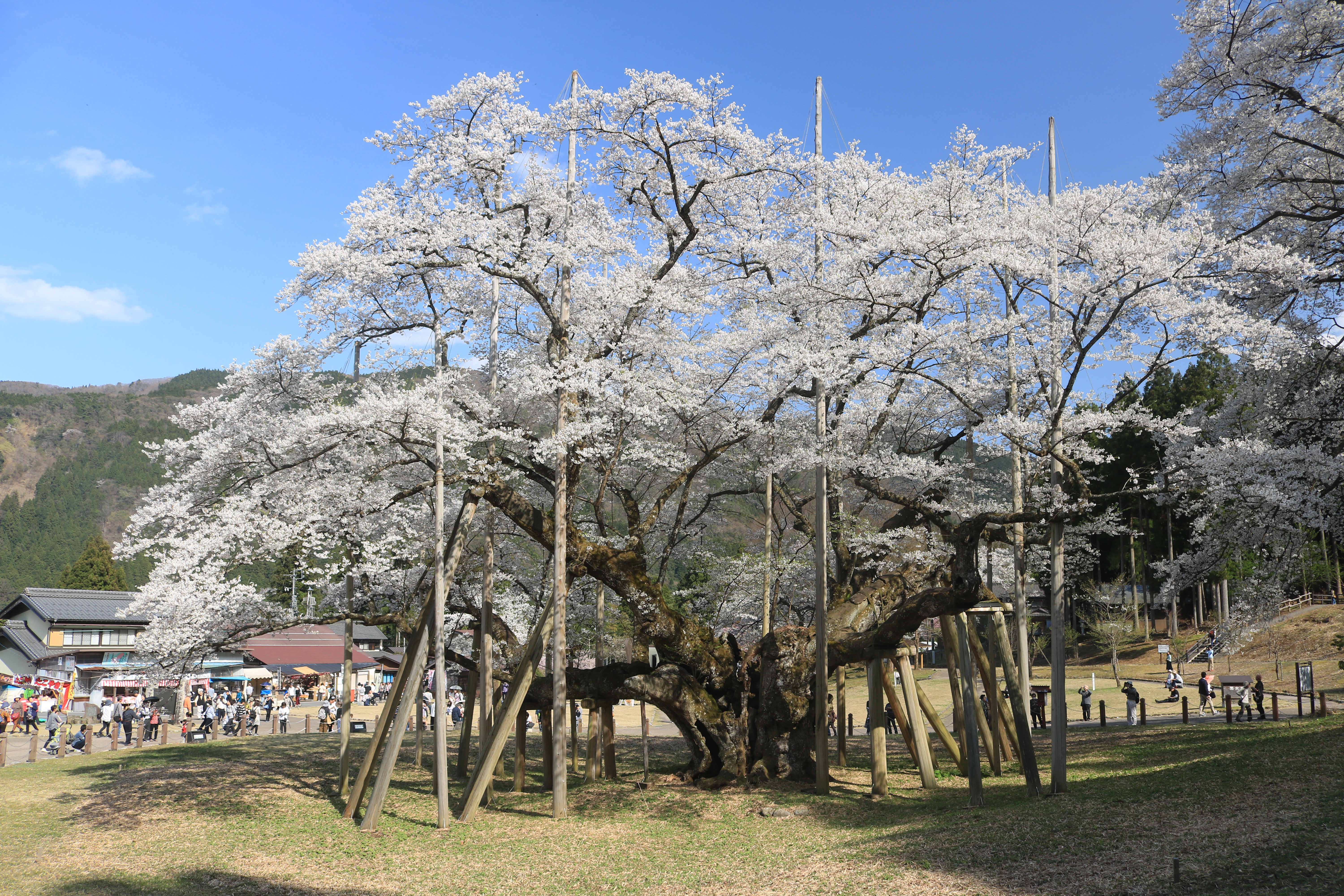
Usuzumi-kers

- De Usuzumi-kersenboom (淡墨桜, Usuzumi zakura) in het Usuzumipark (淡墨公園, Usuzumi-kōen) zou ten tijde van keizer Keitai (507–531) geplant zijn. Hij behoort tot de soort Prunus subhirtella en is 16,30m hoog (stam: 9,91m) en 26,90m (oost-west) bij 20,20m (noord-zuid) breed.
- Nagaya-jinja
- Kamiosu-stuwdam van het Chubu Elektriciteitsbedrijf
- Motosu-museum
- Op 29 april 2006 opende het Malera winkelcentrum aan de Mitsuhashi, een van de hoofdwegen van Motosu. Dit winkelcentrum is met 185.000 m² een van de grootste winkelcentra in Japan. Het omvat circa 240 winkels, inclusief een supermarkt (Valor), restaurants en een bioscoop.

## Verkeer
Motosu ligt aan de Tarumi-lijn van de Tarumi Spoorwegen.
Motosu ligt aan de autowegen 157, 303 en 418.

## Geboren in Motosu
- Teiji Takagi (高木 貞治, Takagi Teiji), wiskundige
- Miho Konishi (小西美帆, Konishi Miho), actrice

## Aangrenzende steden
- Gifu
- Mizuho
- Ōno
- Seki
- Yamagata